# Ijimaia
Genre
Ijimaia est un genre de poisson Ateleopodiformes.

## Liste d'espèces
Selon FishBase et ITIS:
- Ijimaia antillarum Howell Rivero, 1935
- Ijimaia dofleini Sauter, 1905
- Ijimaia fowleri Howell Rivero, 1935
- Ijimaia loppei Roule, 1922
- Ijimaia plicatellus (Gilbert, 1905)

## Référence
- Sauter, 1905 : Notes from the Owston collection. I. A new ateleopodid fish from the Sagami Sea (Ijimaia dofleini). Annotationes Zoologicae Japonenses 5-4 p. 233-238.